# Ден Маргуліс
Ден Маргуліс (англ. Dan Margulis; нар. 21 грудня 1951) — експерт у корекції кольорів та обробці фотографій із використанням Adobe Photoshop й подібного програмного забезпечення. Його книжка Photoshop LAB Color (2005) зробила колірну модель L*a*b стандартним інструментом професіоналів що займаються ретушуванням зображень.